# حجازه قبلی
حجازه قبلی، روستایی از توابع شهرستان قوص در استان قنا و کشور مصر است.

## جمعیت
براساس سرشماری سال ۲۰۰۶ مصر، جمعیت آن ۴۵۲۱۸ نفر(۲۲۳۹۷ مرد و ۲۲۸۲۱ زن) بوده است.